# Academia de Letras Humanas de Sevilla
La Academia Particular de Letras Humanas de Sevilla fue una institución fundada en mayo de 1793 en Sevilla por una serie de poetas y teólogos, miembros la mayoría de la Escuela poética sevillana. Duró entre 1793 y 1800.
Fueron Narciso Clemente Tolezano, José María Roldán, Félix José Reinoso y otros. A los pocos meses ingresaron en la misma Alberto Lista, José María Blanco White y Eduardo Vácquer. Desde 1795 convocó dos premios anuales con el fin de dar vitalidad a la creación literaria en el seno de la misma; el juez designado fue Juan Pablo Forner, por entonces fiscal de la Audiencia de Sevilla. La academia se vio atacada por una Carta familiar de D. Myas Sobeo a D. Rosauro de Safo (Sevilla, 1796), a la que respondió Eduardo Vácquer en la introducción a unas Poesías de una academia de letras humanas de Sevilla (Sevilla, 1797). En este mismo año la Academia llegó a tener sede permanente en el Colegio de Santa María de Jesús. En 1798 eran ya académicos veteranos Justino Matute, Joaquín María Sotelo, Francisco Núñez y Díaz, Manuel María del Mármol y Álvarez Santullano, entre otros miembros de la Escuela poética sevillana, de estética neoclásica. Desde 1798 se publican las Memorias anuales de la academia. Sus trabajos se interrumpieron definitivamente con la epidemia de peste de 1800.